# Franz Wöhrer

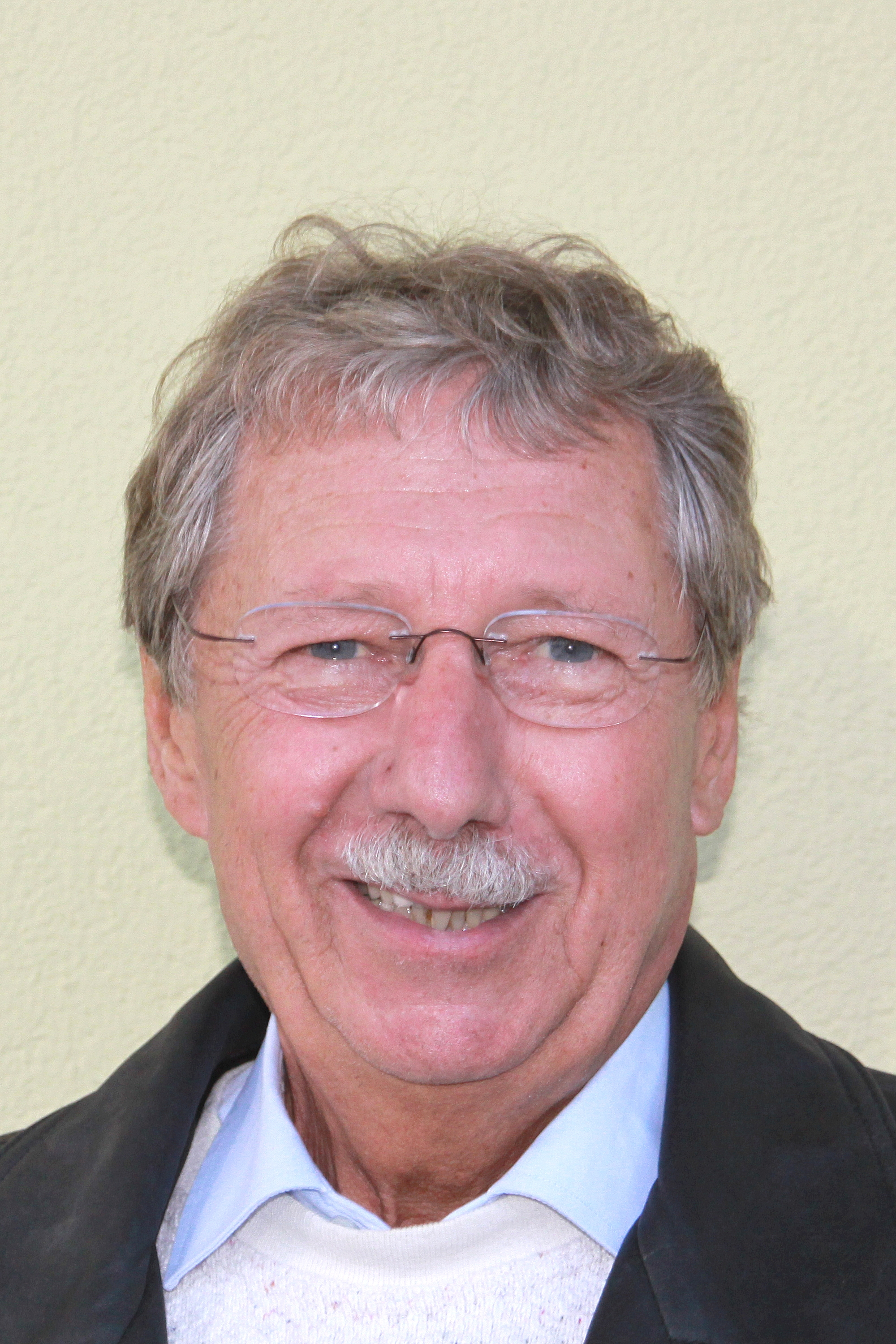
Franz Wöhrer, 2009

Franz Wöhrer (* 5. Juni 1939 in Wien) ist ein ehemaliger Fußballschiedsrichter des Österreichischen Fußball-Bundes.

## Leben und Wirken
Seit 1957 Schiedsrichter, im Hauptberuf Lehrer, erreichte Wöhrer die höchste Spielklasse in Österreich, die Liga A, im Jahr 1964 und leitete auf dieser Ebene Spiele bis 1987. Als FIFA-Schiedsrichter auf der internationalen Liste für den Österreichischen Fußball-Bund war er von 1969 bis 1987 aktiv. Er leitete mehr als 300 Spiele in der österreichischen Bundesliga sowie das Cup-Final-Rückspiel SK Sturm Graz gegen FC Wacker Innsbruck (2:0). 160 internationale Einsätze, davon 75 in den europäischen Vereins-Cup-Wettbewerben, belegen seine international erfolgreiche Karriere.
Am 2. Mai 1986 leitete Wöhrer das Endspiel um den Europapokal der Pokalsieger zwischen Dynamo Kiew und Atlético Madrid (3:0), am 13. Dezember 1987 im Nationalstadion in Tokio das Endspiel um den Intercontinental-Cup zwischen dem FC Porto (Portugal) und dem Peñarol Montevideo (Uruguay), welches 2:1 endete. Des Weiteren leitete er die Rückspiel-Finalbegegnung der U-21-Fußball-Europameisterschaft 1978 zwischen Jugoslawien und der DDR (4:4) in Mostar.
Jeweils ein Spiel stand unter seiner Leitung bei den Olympischen Sommerspielen 1980 in Moskau (Sowjetunion – Venezuela 4:0) sowie bei der WM-Endrunde in Spanien 1982 (Peru - Kamerun 0:0).
Mit dem Weltpokalfinale 1987 in Tokio beendete Wöhrer seine Schiedsrichterlaufbahn und übernahm Funktionen im Österreichischen Schiedsrichterwesen sowie als Schiedsrichterbeobachter.
Seit 2010 ist Franz Wöhrer Ehrenmitglied des ÖFB und des WFV. Weiters ist er als Obmann der Oldies mit Pfiff, einer Vereinigung ehemaliger Schiedsrichter, tätig.